# Castro de La Carisa

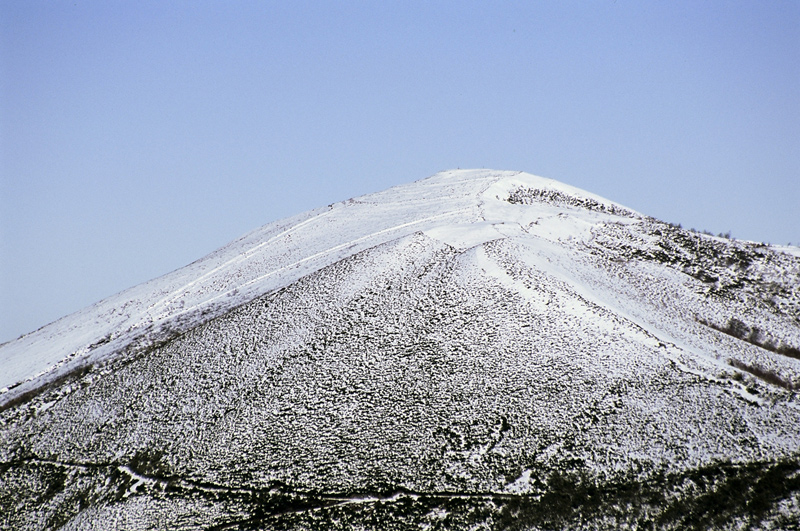
Vista do sítio arqueológico do monte Curriechos, em la Carisa.

O Castro de la Carisa é um castro onde está situado um sítio arqueológico junto à vía de la Carisa, entre os principados asturianos de Aller e Lena. Possui origem romana e provavelmente militar pelos vestígios de objetos encontrados, como moedas, pontas de dardo e pilo e alguns dardos de balistas.